# Udslusningshjem
Udslusningshjem (eller halvvejshuse; betegnelsen indslusningsboliger ses også) er en type botilbud for mennesker, der efter alkohol- eller narkotikamisbrug eller fængselsophold ikke er klar til at indgå i det almindelige samfund, men først skal bruge en periode med en støttet og struktureret hverdag. Tilbuddet, der ofte er organiseret som et bofællesskab, fokuserer på at fastholde alkohol- og stoffrihed og undgå kriminalitet.
I nogle lande kan det være et vilkår for prøveløsladelse, at man flytter ind i et udslusningshjem. I Danmark driver Kriminalforsorgen et antal udslusningshjem.
Udslusningshjem for alkohol- og stofmisbrugere drives ofte af sociale organisationer.